# John Spencer (snookerspelare)
John Spencer, född 18 juni 1935 i Radcliffe i Lancashire (numera Greater Manchester), död 11 juli 2006 i Bolton, Greater Manchester, var en engelsk snookerspelare, som dominerade sporten på 1970-talet tillsammans med Ray Reardon. Han började sin snookerkarriär vid 15 års ålder, men blev inte professionell förrän efter att han fyllt 30, när sporten började växa.
Spencer vann sin första VM-titel 1969, och vann på 1970-talet ytterligare två VM-titlar, 1971 och 1977. Han vann därmed det första världsmästerskapet som arrangerades i The Crucible Theatre i Sheffield, där VM har avgjorts sedan 1977. Trots sina tre VM-titlar blev han aldrig rankad som världsetta, han hade hela tiden Ray Reardon före sig på rankingen. Världsrankingen för snooker infördes 1976, så hans första två VM-titlar var inte rankinggrundande tävlingar.
1979 gjorde Spencer det allra första maximumbreaket i tävlingssammanhang i Holsten International. Tävlingen sändes på TV, men kameramännen hade tagit en paus då det aktuella framet spelades. Därför finns ingen inspelning av detta break bevarad. Däremot mötte Spencer i 1982 års Lada Classic Steve Davis då denne gjorde det allra första TV-sända maximumbreaket.
Spencer vann Masters 1975. Han drog sig tillbaka som snookerspelare 1991, men fortsatte som kommentator för BBC. Spencer dog 2006 i magcancer.

## Rankingtitlar
- VM - 1977

## Andra titlar (urval)
- VM - 1969, 1971 (VM fick rankingstatus 1974)
- Park Drive £2000 - 1971, 1972 (2 gånger)
- Masters - 1975
- Pontins Professional - 1977
- Irish Masters - 1978
- Pot Black - 1970, 1971, 1976
- Wilsons Classic - 1980
- World Cup med England - 1981